# Shamrock (iot)
El iot Shamrock va ser, durant la Copa Amèrica de vela 1899, el desafiador del Royal Ulster Yacht Club contra l'sloop defensor Columbia. El nom del veler feia honor al símbol no oficial d'Irlanda: el shamrock.

Guió del RUYC

Els plànols del Shamrock van ser dibuixats per l'arquitecte naval escocès William Fife III el 1898 per ordre de Sir Thomas Lipton. La construcció la van dur a terme les drassanes J. Thorneycroft Co de Church Wharf.
A causa de les grans dimensions del vaixell, la construcció es va dur a terme a Millwall (Londres), amb el màxim secret. Es va posar a l'aigua el 24 de juny de 1899 i la seva padrina fou Lady Russell de Killowen.

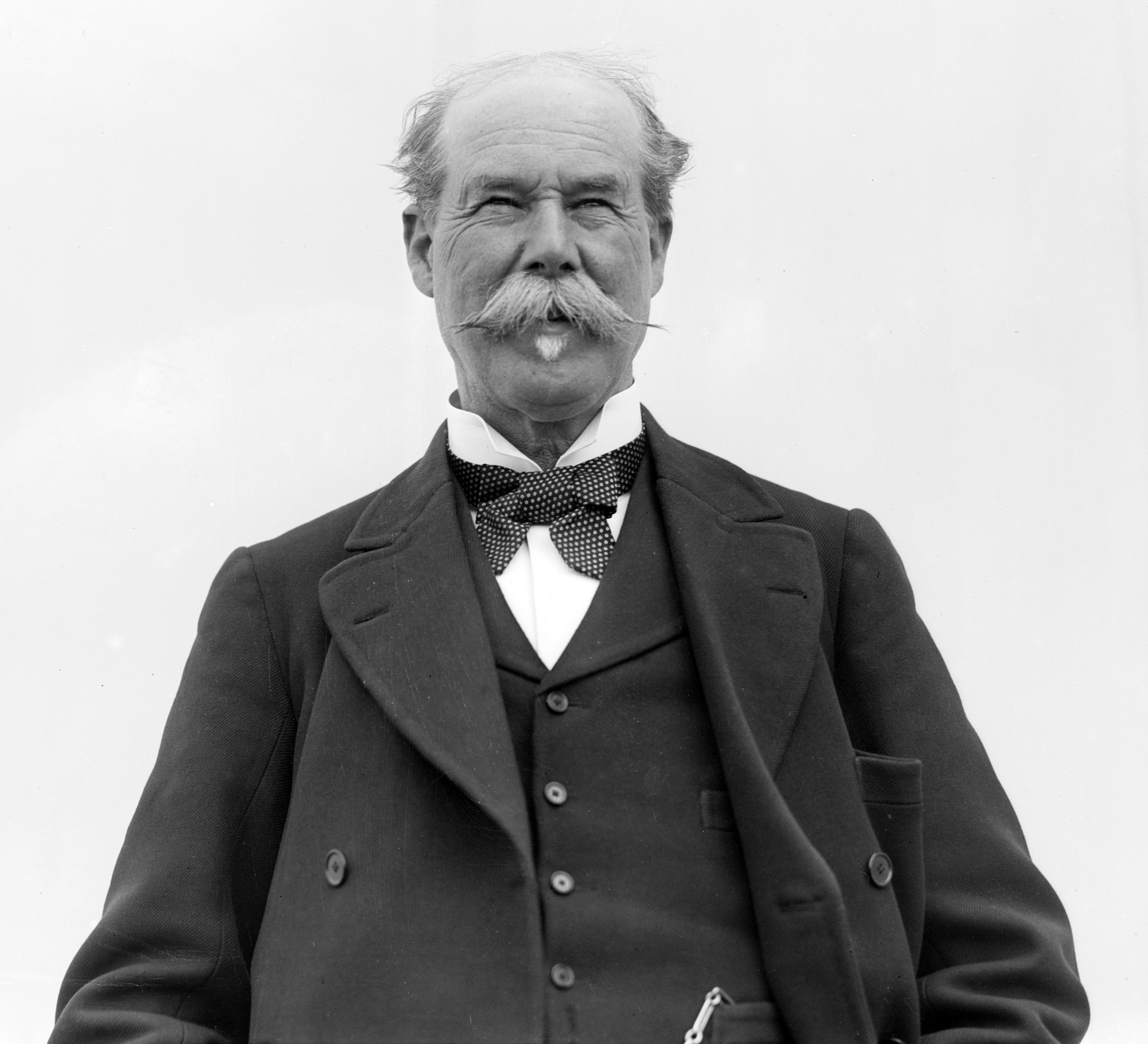
Thomas Lipton

En preparació per a l'America's Cup, es va enfrontar a Valkyrie III, el rival de la Copa de 1895, i va derrotar dues vegades el iot Britannia de Sa Majestat a la regata de l'illa de Wight. L'estiu de 1899, en representació del Royal Ulster Yacht Club, es va enfrontar al defensor Columbia a Nova York. Va perdre les tres regates. Va tornar a Anglaterra a la tardor, on va ser modificat per Thomas Lipton per servir com a adversari d'entrenament per als seus iots posteriors: Shamrock II, III i IV.